# Département de Bermejo (Chaco)
Pour les articles homonymes, voir Bermejo.
Le département de Bermejo est une des 25 subdivisions de la province du Chaco, en Argentine. Son chef-lieu est la ville de La Leonesa.
Le département a une superficie de 2 562 km2. Il est bordé au nord par la province de Formosa, dont il est séparé par le río Bermejo, à l'est par le Paraguay, au sud par la province de Corrientes et à l'ouest par les départements de Primero de Mayo et de Libertador General San Martin.
Sa population s'élevait à 24 215 habitants au recensement de 2001.

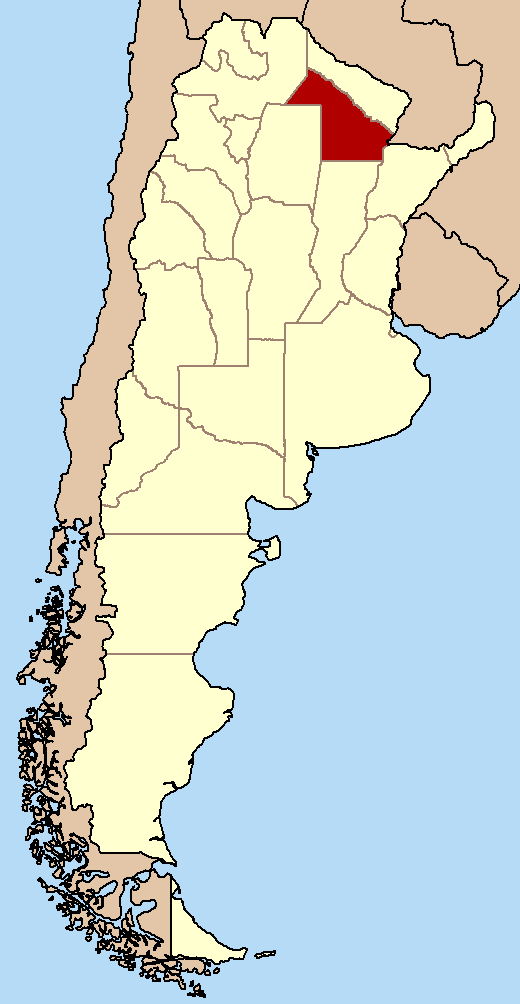
Localisation de la province du Chaco en Argentine.

## Villes et localités
- Isla del Cerrito
- La Leonesa, chef-lieu
- Las Palmas
- Puerto Bermejo
- Puerto Eva Perón
- Samuhú